# Stictoptera timesiana
Stictoptera timesiana là một loài bướm đêm trong họ Noctuidae.